# Коваленко Григорій Андрійович
Коваленко Григорій Андрійович (псевдо і кріпт. — Коваленко-Коломацький Г., Сьогобічній Гр., Гетьманець Гр., Смутний Гр., Южнорусс, Ко-Ко-, Г. та ін.; 28 січня (9 лютого) 1867, слобода Коломак — †1938, Київ) — український письменник, журналіст і громадський діяч.

## Життєпис
Народився у 1867 році на слободі Коломак, тепер смт Коломацького району Харківської область. Батько був відставним солдатом. Освіту здобув самотужки. Працював канцеляристом у Владикавказі. Надсилав твори до львівського часопису «Літературно-науковий вісник».
У 1890 році переїхав до Херсона, де працював статистиком губернського земства. У газеті «Юг», заснованій В. I. Гошкевичем у 1898 році, з'явилися його статті «Певец Украины Т. Г. Шевченко» та «На Шевченкові дні» (під псевд. Г. Коваленко-Коломацький). У Херсоні разом із Андрієм Грабенком (Конощенком) та Дніпровою Чайкою заснував українську громаду. У вересні 1903 року зустрічався з Михайлом Коцюбинським, з яким вів листування (з нього збереглося сім листів).
У 1906 році письменник переїхав до Києва. Тут працював у першій щоденній українській газеті «Громадська Думка», згодом — «Рада», а також обіймав посаду економа Олександрівської лікарні. Брав участь у політичному житті. За публікацію національно-політичних брошур зазнав поліцейських переслідувань. У 1907—1909 рр. на сторінках різних видань (в тому числі «Рада», «Киевские вести») вів дискусію щодо єврейського питання, засуджуючи прояви антисемітизму.
Після революції 1917 року став одним із провідних журналістів «Робітничої газети» та «Народної волі». Влітку 1917  призначається уповноваженим Генерального Секретаріату у справах біженців. 26 січня 1918 року посеред вулиці був заарештований, до 30 січня перебував під арештом у Маріїнському палаці.

## Творчість, публікації
Збірки оповідань:
- 1908 — «Морські вогні»
- 1911 — «З часів поривів і надій»

Вибрані статті:
- 1907 — «Чим нам шкодять євреї?», «Яка „користь“ від чорної сотні»
- 1908 — «Про життя Павла Грабовського»
- 1909 — «Украинская пресса и антисемитизм»
- 1909 — «В справі монументу Т. Г. Шевченку»
- 1909 — «В справі про нашу мову»

Книги (видані власним коштом 1918 року):
- «В дні журби і печалі» (пам'яті Михайла Коцюбинського, до п'ятої річниці смерті)
- «Славний лицар, козак князь Дмитро Вишневецький»
- «Батько української повісті» (життєпис Квітки Основ'яненка, до 75-тих роковин смерті письменника)[4]
- «Хто такий Григорій Сковорода»;
- «Наші перші народолюбці і письменники-поети» (Доленга-Ходаковський, Цертелев, Максимович, Срезневський, Бодянський, Метлинський, Артемовський-Гулак, Боровиковський та інші)[5]
- «До страшних днів у Київі»

Інше:
- 1913 — «Спогади про М. Лисенка»
- 1922 — рецензія на «Азбуку трудового виховання» Я. Чепіги
- [Архівовано 28 Січня 2021 у Wayback Machine.] Коваленко-Коломацкий Г. Изучайте украинский язык = Вивчайте українську мову: (практ. советы) / Г. Коваленко-Коломацкий (Гр. Гетьманец). –[Б. м. : Накладом авт., 1918?. — 11 с.
- Коваленко-Коломацький Г. А. Хто такий Тарас Шевченко: з 16 мал. та портр. / росказав Г. А. Коваленко-Коломацький (Гр. Гетьманець). — Передрук. вид. 1913 р., з дод. мал. та портр., вірша Г. Комарівни та афоризму (думки) Д'Ізраелі. — Київ: Друк. 2-ї Артілі, 1914. — 32 с. [Архівовано 15 Квітня 2021 у Wayback Machine.]